# シナピン酸
シナピン酸（シナピンさん、sinapinic acid）あるいはシナプ酸（sinapic acid）は、天然に存在するヒドロキシケイ皮酸の一つである。化合物名はシロガラシ属 Sinapisから単離された化合物シナピン (sinapine) に由来する。フェニルプロパノイド類の一種である。シナピン酸はマトリックス支援レーザー脱離イオン化（MALDI）質量分析法においてマトリックスとして一般に使用されている。シナピン酸は様々なペプチドおよびタンパク質のための有用なマトリックスである。シナピン酸はレーザー光線を吸収したり検体にプロトン (H+) を供与する能力のためMALDIでうまく働く。
シナピン酸は穀類の細胞壁において自分自身あるいはフェルラ酸と二量体を形成でき（それぞれ1および3種類の構造がある）、ゆえに細胞壁構造に対してジフェルラ酸と類似した影響を示す。
シナピンはクロガラシ種子に見出されるアルカロイド性アミンである。シナピンはシナピン酸のコリンエステルと考えられている。

## 天然における存在
シナピン酸は酢に含まれている。